# Белехов, Павел Иванович
Павел Иванович Белехов (8 октября 1895, дер. Федиково, Галичский уезд, Костромская губерния — 1965) — советский военный деятель, генерал-майор (8 апреля 1944 года).

## Начальная биография
Павел Иванович Белехов родился 8 октября 1895 года в деревне Федиково Галичского уезда Костромской губернии.
С 1908 года работал маляром в Санкт-Петербурге.

## Военная служба

### Первая мировая и гражданская войны
15 мая 1915 года призван в ряды Русской императорской армии и направлен в 210-й пехотный батальон, дислоцированный в Ярославле, откуда с маршевой ротой переведён на Юго-Западный фронт, где младшим и старшим унтер-офицером принимал участие в боевых действиях в районе Дубно в составе 16-го пехотного полка и в районе Галича в составе 181-го пехотного полка. В начале января 1918 года П. И. Белехов демобилизован из рядов армии.
1 марта 1918 года добровольцем вступил в 1-й Камышловский отряд РККА, в котором служил красноармейцем и командиром взвода. 25 мая того же года назначен на должность командира взвода в 1-м Екатеринбургском пехотном полку, в составе которого на Восточном фронте принимал участие в боевых действиях против войск под командованием адмирала А. В. Колчака в районе станции Маук и под Верхним и Нижним Уфалеем.
С 15 июня 1918 года лечился в госпитале и по выздоровлении с 30 сентября служил на должностях помощника командира и командира роты в составе 1-го и 8-го полков (3-я армия, Приволжский военный округ), с августа 1919 года — на должности командира роты в составе 98-го пехотного батальона и 215-го пехотного полка ВОХР и ВНУС, а с 13 декабря 1920 года — на должности командира роты в составе 99-го отдельного батальона ВЧК и 43-го отдельного батальона ВЧК-ОГПУ (Приуральский военный округ).

### Межвоенное время
В марте 1922 года назначен на должность командира 24-й отдельной пехотной роты войск ОГПУ (Московский военный округ), а в январе 1923 года — на должность командира 15-го отдельного Вятского дивизиона войск ОГПУ.
10 января 1924 года направлен на учёбу в Высшую пограничную школу войск ОГПУ в Москве, после окончания которой 23 ноября того же года назначен на должность помощника коменданта участка по строевой и хозяйственной части 17-го пограничного отряда войск ОГПУ Западного округа, 16 апреля 1925 года — на должность коменданта пограничного участка в составе 16-го и 14-го пограничных отрядов войск ОГПУ.
В январе 1932 года переведен в 1-ю школу пограничных и внутренних войск ОГПУ, дислоцированную в Новом Петергофе, где назначен на должность руководителя и преподавателя специального цикла, в январе 1935 года — на должность командира-руководителя, а в мае 1938 года — на должность старшего преподавателя службы.
В 1938 году окончил вечернее отделение Военной академии имени М. В. Фрунзе.
7 августа 1939 года назначен на должность командира 6-й бригады войск НКВД по охране железнодорожных сооружений, дислоцированной в Тбилиси.

### Великая Отечественная война
23 июня 1941 года П. И. Белехов назначен на должность командира 18-й дивизии войск НКВД по охране железнодорожных сооружений Закавказского округа, 11 марта 1942 года — на должность командира 30-й дивизией войск НКВД по охране железнодорожных сооружений, 28 июня того же года — на должность начальника отдела боевой подготовки Управления войск НКВД СССР по охране железных дорог, а 15 августа направлен как представитель штаба Закавказского фронта в 394-ю стрелковую дивизию, которая вела боевые действия в районе Клухорского перевала. С 3 сентября 1942 года исполнял должность командира этой же дивизии.
27 февраля 1943 года полковник П. И. Белехов был освобождён от занимаемой должности и направлен в распоряжение отдела кадров НКВД, а 2 июля того же года — в распоряжение начальника Военной академии имени М. В. Фрунзе, где назначен начальником курса основного факультета.

### Послевоенная карьера
После окончания войны служил на прежней должности.
13 декабря 1946 года назначен на должность начальника курса факультета заочного обучения в Военный институт МВД СССР в Москве.
Генерал-майор Павел Иванович Белехов 23 октября 1948 года вышел в отставку по болезни. Умер в 1965 году и похоронен на Востряковском кладбище.

## Награды
- Орден Ленина (21.02.1945);
- Два ордена Красного Знамени (13.12.1942; 03.11.1944);
- Медали;
- Три наградных оружия.